# آرت لونغ
آرت لونغ (بالإنجليزية: Art Long)‏ مواليد 1 أكتوبر 1972 في روتشستر، هو لاعب كرة سلة أمريكي معتزل. بدأ مسيرته الاحترافية في سنة 1996. يبلغ طوله 6 قدم 9 بوصة (2.1 م). اعتزل اللعب في 2010.

## المسيرة الاحترافية
لعب مع كويلمس دي مار ديل بلاتا في الدوري الأرجنتيني من سنة 1998 إلى 1998، ثم لعب مع أسفيل باسكت في الدوري الفرنسي في موسم 2000–2001، ثم لعب مع سكرامنتو كينغز في سنة 2001، ثم لعب مع بروجوس دي جواياما في سنة 2001، ثم لعب مع سياتل سوبرسونيكس في موسم 2001–2002.

## روابط خارجية
- آرت لونغ على موقع إن بي أي (الإنجليزية)
- آرت لونغ على موقع سبورتس رفرنس (الإنجليزية)
- آرت لونغ على موقع كرة السلة الأوروبية.كوم (الإنجليزية)
- آرت لونغ على موقع كلية كرة السلة في سبورتس رفرنس.كوم (الإنجليزية)
- آرت لونغ على موقع ريلجم (الإنجليزية)
- آرت لونغ على موقع بروبوليرز (الإنجليزية)
- آرت لونغ على موقع سبورتس رفرنس (الإنجليزية)
- آرت لونغ على موقع سبورتس رفرنس (الإنجليزية)